# Avraham Shmuel Finkel
Pour les articles homonymes, voir Finkel.
Avraham Shmuel Finkel ou Abraham Samuel Finkel (né en 1879 à Slabodke (Kaunas), Lituanie et mort le 3 septembre 1951 à Jérusalem, Israël,  est un rabbin israélien, d'origine lituanienne, Mashgia'h Rou'hani (guide spirituel) à la Yechiva de Hébron. Il est le fils du rabbin Nosson Tzvi Finkel (lAlter de Slobodka) et le grand-père du rabbin Nosson Tzvi Finkel (Mir).

## Biographie
Avraham Shmuel Finkel est né en 1879 à Slabodke (Kaunas), Lituanie. Il est le fils du rabbin Nosson Tzvi Finkel (l'Alter de Slobodka). Ce dernier, né en 1849 à Raseiniai en Lituanie et mort en 1927 à Jérusalem en Palestine mandataire, est un rabbin reconnu pour son érudition et sa sagesse. Il fonda la Yechiva Slobodka et la Yechiva Knesset Israel (« Rassemblement d'Israël ») dont il ouvrit une branche en 1926 à Hébron en Eretz Israel (Palestine mandataire),. Sa mère, Gittel (Gertrude) Wolpert, est née en 1857 à Kelmė, en Lituanie et est morte le 3 mars 1930 à Jérusalem en Palestine mandataire, aujourd'hui en Israël.